# فرودگاه صحرایی ارتشی هابز
فرودگاه صحرایی ارتشی هابز (به انگلیسی: Hobbs Army Airfield) یک فرودگاه نیروی نظامی با کد یاتا HAAF است . این فرودگاه در کشور ایالات متحده آمریکا قرار دارد و در ارتفاع ۱۱۳۰ متری از سطح دریا واقع شده‌است.